# Nuda v Čechách
Nuda v Čechách je román českého prozaika Alexandra Klimenta z roku 1979, který byl poprvé vydán v Torontu v Kanadě nakladatelstvím ’68 Publishers. V Československu poprvé vyšel až po Sametové revoluci v roce 1990. Obecně je tento román považován[kým?] za Klimentovo nejvýznamnější dílo, neboť zde dokázal uceleně vyjádřit svůj pohled na rozvrácenou dobu a na intimní problémy lidí.

## Děj
Román Nuda v Čechách je niterná zpověď čtyřicetiletého architekta Mikuláše Svobody, který rozpolceně stojí na prahu životního rozhodnutí: za cenu opuštění Prahy a všech vzpomínek, přátel a bývalých milenek může navždy odcestovat do Paříže s Olgou, konečně získanou životní láskou.
Mikuláš Svoboda odpovídá ‚Klimentovskému‘ typu rozpolceného, do sebe uzavřeného jedince. Jeho původní kreativní ambice talentovaného architekta tlakem režimu ustupují do pozadí a Mikuláš volí pohodlnější cestu, když vlastní rozdělané projekty nechá být a jako setrvačný stroj rýsuje jednu ošklivou bytovou buňku za druhou. Bloudí nerozhodný se stálými výčitkami svědomí labyrintem totalitního světa a nenachází klidu a uspokojení ani ve svém intimním životě – manželství se mu rozpadlo, milenky opouští sám. 
Mikuláš vlastně žije víc ve svých vzpomínkách a představách a reální lidé mohou stěží představy vyplnit. Není to typ klasického hrdiny, není to revolucionář, před nesvobodou se uzavírá do soukromí svého nitra. 
Děj románu se prolíná ve dvou časových pásmech: První zachycuje Prahu na konci roku 1967. Mikuláš potkává malířku Olgu, do které byl už od mládí zamilován. Ta se chystá brzy odjet do Paříže a Mikuláš je téměř rozhodnut, že pojede s ní.
Druhé pásmo útržkovitě ukazuje Mikulášův život v letech 1947 až 1967. Dovídáme se více o Mikulášově minulosti, o Olze, o přátelích a jejich trpkých osudech, o milenkách, bývalé ženě a také o režimu, jež je obklopoval a ovlivňoval jejich životy. 
V Praze roku 1967 je Mikuláš Svoboda už téměř rozhodnutý emigrovat do Paříže. Ukáže se však, jak moc pravdivá může být Mikulášova často pronášená fráze, že „láska se rodí v oku a umírá na jazyku“, tedy jakou moc mohou mít slova, když Olga pronese, že v Čechách nemá Mikuláš co opustit. Jeho láska a odhodlání odjet se zbortila, zvedl se v něm odpor vůči této větě i ženě, jež ji pronesla, vrtá mu hlavou, prochází se Prahou a uvědomuje si, že přece jen má co opustit. Do vlaku s Olgou nenasedne.